# Paranthura californiae
Paranthura californiae là một loài chân đều trong họ Paranthuridae. Loài này được Nunomura miêu tả khoa học năm 1979.